# Cetiosaurus
 Cetiosaurus  („Walechse“) ist eine Gattung von sauropoden Dinosauriern innerhalb der Cetiosauridae. Die fossilen Überreste dieses frühen und in vielen Merkmalen ursprünglichen Sauropoden, der stammesgeschichtlich an der Basis der Eusauropoda steht, wurden in Gesteinen aus der Zeit des Mitteljuras (Bajocium bis Bathonium) an vielen Stellen in England sowie in Marokko (Beni-Mellal) gefunden. Die Typusart der Gattung ist C. oxoniensis.

## Beschreibung
Cetiosaurus ernährte sich wie alle Sauropoden von Pflanzen. Die Länge der drei der Gattung zugeordneten Arten – C. medius, C. oxoniensis und C. mogrebiensis – variierte zwischen 16 und 18 Metern und ihr geschätztes Gewicht lag zwischen 15 und 20 Tonnen, nach anderen Angaben bis zu 27 Tonnen. Der Bau der Wirbelknochen war innerhalb der Sauropoden einzigartig. Die seitlichen Gelenkfortsätze der außergewöhnlich massiven Wirbelkörper, die als Ansatz für die Rückenmuskulatur dienten, waren klein und kurz und nicht wie bei späteren Sauropoden groß und langausgezogen. Zudem fehlen die für die spätere Formen charakteristische Aushöhlung der Wirbel. Die Hinterbeine waren massiv um das hohe Körpergewicht zu tragen. Auch die Vorderbeine waren im Vergleich mit anderen frühen Sauropoden, so auch beispielsweise mit den nahe verwandten Patagosaurus und Shunosaurus, kräftiger ausgebildet.

## Fundgeschichte
Cetiosaurus war der früheste Fund eines Sauropoden und einer der ersten Dinosaurier, die man fand. In den 1830er Jahren, möglicherweise auch schon im Jahre 1809, wurden in England seine Knochen gefunden und von den angesehensten Wissenschaftlern ihrer Zeit, Richard Owen, William Buckland und Georges Cuvier, untersucht. Cuvier, die größte Autorität dieser Zeit auf dem Gebiet der Zoologie, hielt die Knochen für die eines Wals, da die Rückenwirbel ähnlich denen dieser Meeressäuger eine raue Oberfläche haben. Owen meinte jedoch später, dass es sich um ein stromlinienförmiges Tier gehandelt habe, dass sich mit einem langen Schwanz wie ein Krokodil im Wasser vorwärtsbewegt habe. Aufgrund der Reptilienmerkmale beschrieb er die Gattung 1841, also ein Jahr bevor er das Taxon „Dinosaurier“ aufstellte, unter dem noch heute gültigen Namen. Thomas Henry Huxley erkannte erst 1869 anhand eines nahezu vollständigen Skelettes von Oxfordshire, dass es sich bei diesem Tier um einen Dinosaurier handelte. Nach diesem Fund galt Cetiosaurus für einige Zeit als das größte Landtier, das jemals gelebt hatte. 